# Santa Maria Antiqua

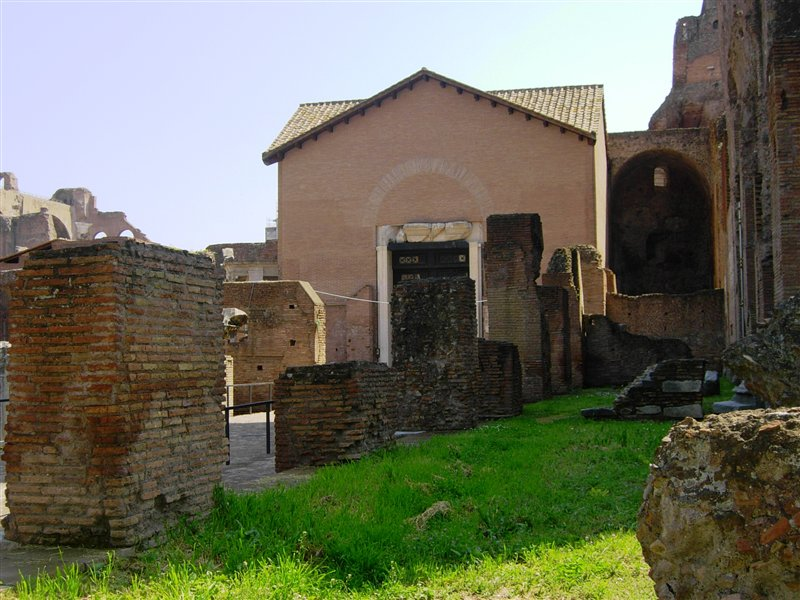
Widok zewnętrzny od strony murów Palatynu

Santa Maria Antiqua (wł. Santa Maria Antiqua al Foro Romano, łac. Sanctae Mariae Antiquae) – najstarszy zachowany kościół rzymski na Forum Romanum, położony u stóp Palatynu, z unikalną dekoracją malarską (freski) w stylu bizantyjskim sprzed czasów ikonoklazmu. Od 2004 wpisany na listę budowli zagrożonych i znajdujących się pod opieką World Monuments Fund.

## Historia

Plan pomieszczeń: 1) nawa główna; 2) prezbiterium; 3) apsyda; 4) kaplica Teodota; 5) kaplica Świętych-uzdrowicieli; 6) przejście na Palatyn; 7) d. świątynia Augusta; 8) oratorium 40 Męczenników; 9) atrium

Usytuowany u podnóża północno-zachodniego stoku Palatynu, kościół ten jest najwcześniejszym i najważniejszym zabytkiem chrześcijańskim w obrębie Forum. Powstał na miejscu budowli należącej prawdopodobnie do pałacu Tyberiusza, przebudowanej przez Domicjana, a następnie przekształconej i włączonej do zespołu pałaców cesarskich w epoce Antoninów. Wiadomo, że dzięki wykorzystaniu przebudowanego westybulu pałacu Domicjana, jego zaczątek istniał już za pontyfikatu Sylwestra I, a za papieża Feliksa IV został oficjalnie zamieniony na kościół, dla którego przyjęto potem nazwę Santa Maria Antiqua (dla odróżnienia od powstałej znacznie później świątyni Santa Maria Nova). Początkowo pełnił rolę przybytku charytatywnego dla ubogich oraz pielgrzymów (diakonia), później – kościoła uczęszczanego przez greckich wojskowych i urzędników. W ciągu IX stulecia świątynia stopniowo popadała w ruinę, pokrywana gruzem osuniętym wskutek trzęsienia ziemi (r. 847) z wyżej położonych dawnych pałaców cesarskich, i ostatecznie wyłączona została z użytkowania (z wyjątkiem dawnego atrium pełniącego przez dłuższy czas rolę kaplicy św. Antoniego). 
W XIII/XIV w. na usypisku wzniesiono nowy kościół, całkowicie przebudowany w okresie baroku (1617), który otrzymał nazwę Santa Maria Liberatrice. W 1899 rozebrano go dla odsłonięcia pierwotnej budowli wczesnochrześcijańskiej, na którą natrafiono już w 1702 przypadkowym odkryciem jej apsydy. Pierwsze prace odkrywcze podjął w 1900 Giacomo Boni, a ujawnione freski opisał ksiądz Józef Wilpert, dokumentując je ponadto fotograficznie w osobnej publikacji (1916). 
W następnych dziesięcioleciach odsłoniętą świątynię poddawano długotrwałemu restaurowaniu i renowacji z prowadzonymi równolegle żmudnymi pracami badawczymi i konserwatorskimi – ostatnio od 1980 na zlecenie Inspektoratu ds. Zabytków (Soprintendenza per il Patrimonio Storico) przy współpracy z World Monuments Fund. Santa Maria Antiqua dopiero w 2012 udostępniono publiczności na ograniczonych warunkach, m.in. ze względu na prowadzone w niej od 2004 prace restauratorskie i wykopaliskowe. Zamknięta w okresie zimowym, przez większość miesięcy roku dostępna jest do grupowego zwiedzania z przewodnikiem.

## Architektura budowli

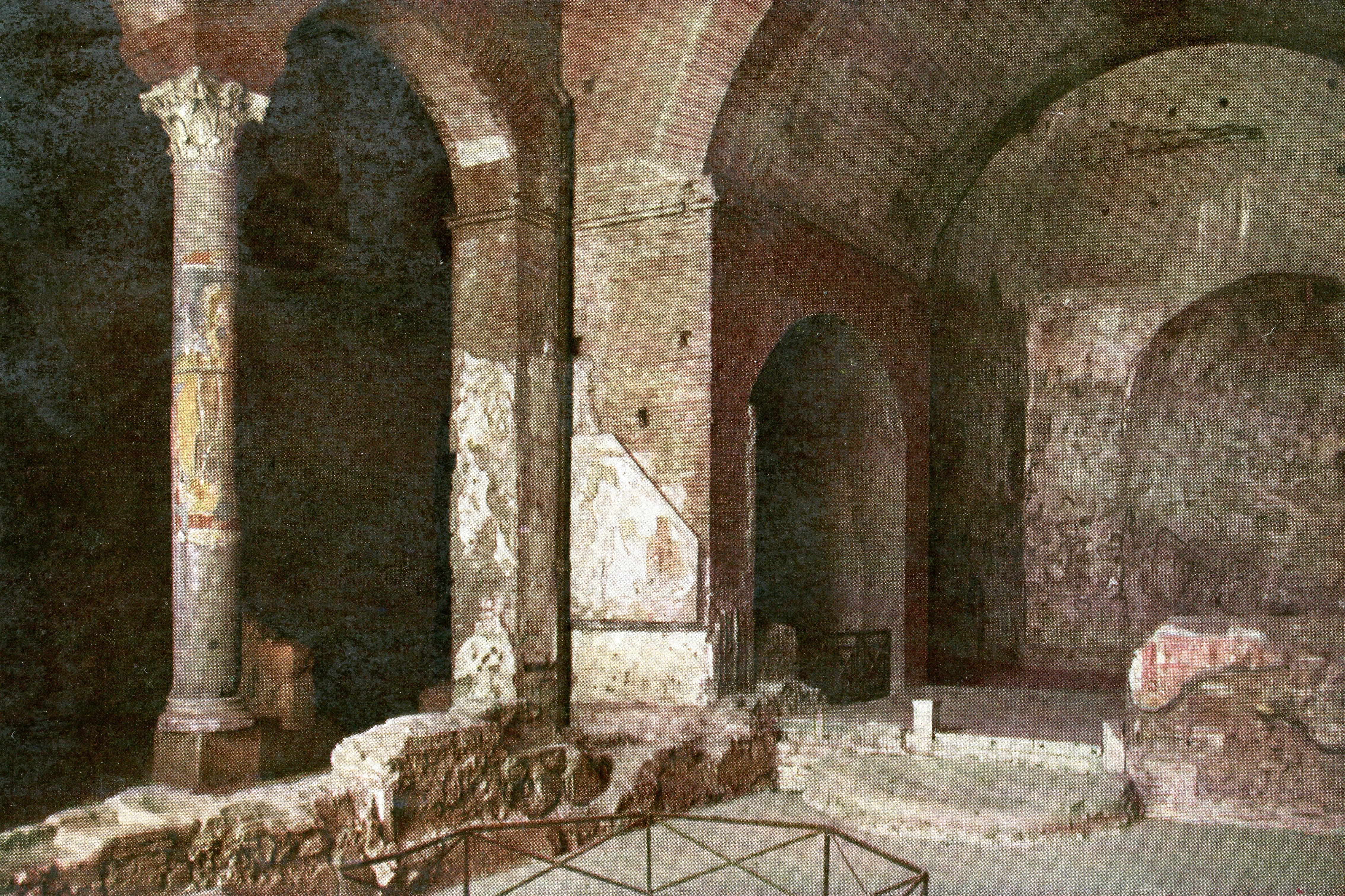
Wnętrze z częścią prezbiterium i apsydą

Pierwotną budowlę ceglaną przekształconą za Antoninów utożsamia się z biblioteką bądź ze świątynią Augusta. Składała się ona z dużego dziedzińca ze ściennymi niszami (zapewne na posągi), dalszego dziedzińca wewnętrznego z impluvium otoczonym portykiem i położonego na tejże osi tablinum wraz z dwoma mniejszymi pomieszczeniami. Tuż obok bramy wejściowej znajdowało się przejście na schody wiodące na Palatyn. Zamienienie tej budowli na kościół wymagało niewielkiego architektonicznego dostosowania w postaci przekształcenia wewnętrznego dziedzińca w nawę, dokolnego portyku w narteks, boczne nawy i bemę oraz stworzenia apsydy w murze zamykającym tablinum. Czas tej przebudowy wskazywałaby znaleziona pod jedną z kolumn moneta Justyna II. Ostatecznie na podstawie wszelkich przesłanek przyjmuje się, że pierwsze oznaki wykorzystania budowli w funkcji chrześcijańskiej można odnosić do trzeciego dziesięciolecia VI wieku.  
O obecnej architekturze świątyni, której długość wynosi 30 m, a szerokość 20 metrów, stanowi jej dotychczasowe przeznaczenie. Jest to trójnawowa bazylika z prezbiterium zamkniętym niewielką apsydą, a poprzedzonym poczwórnym portykiem i rozległym atrium. Po obu stronach prezbiterium znajdują się kaplice: większa (Teodota) i mniejsza (Świętych-uzdrowicieli – tzw. anargyroi). W atrium zachowały się pozostałości impluvium z czasów Kaliguli.  

## Dekoracja malarska

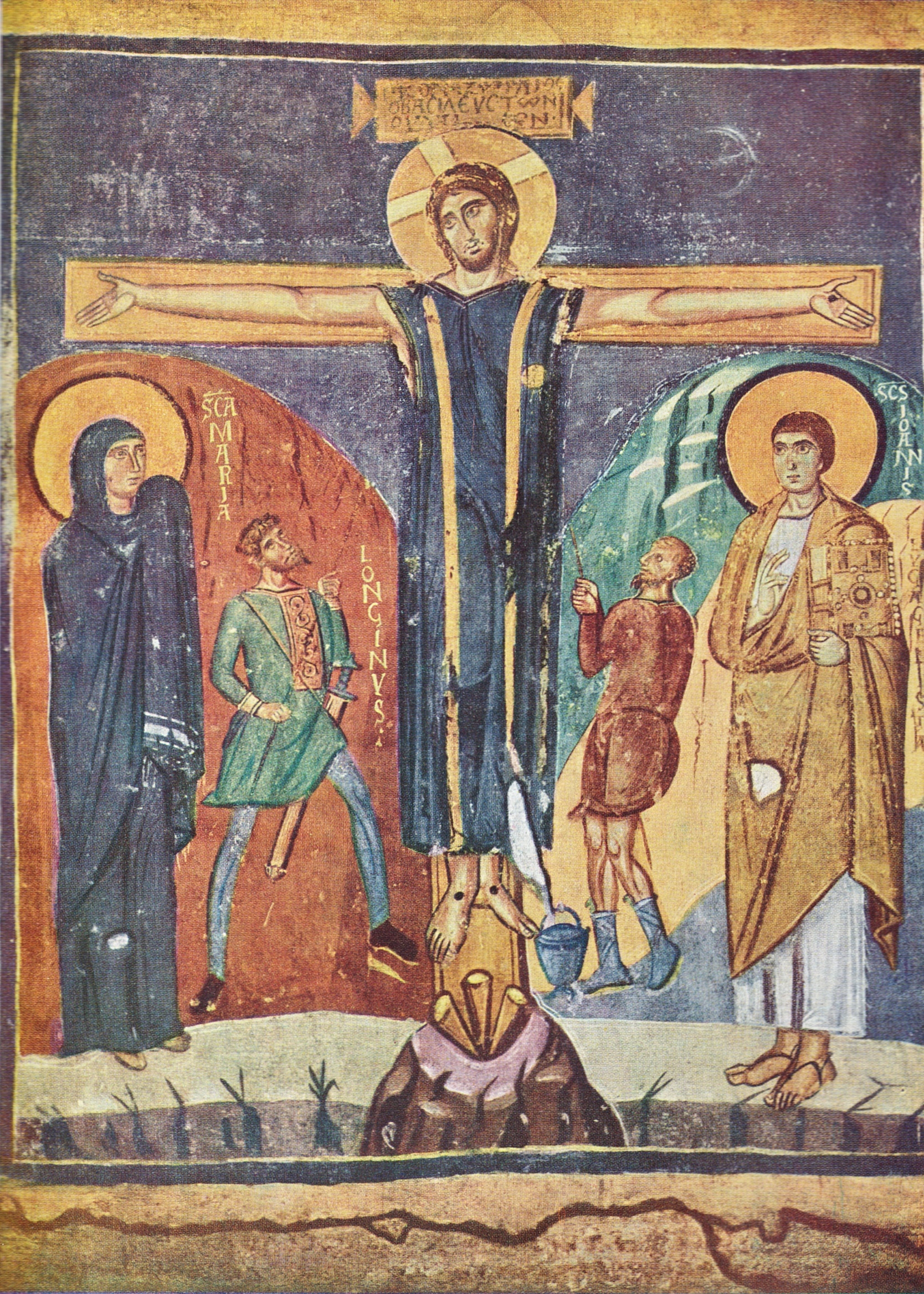
Scena Ukrzyżowania (741/752 r.)

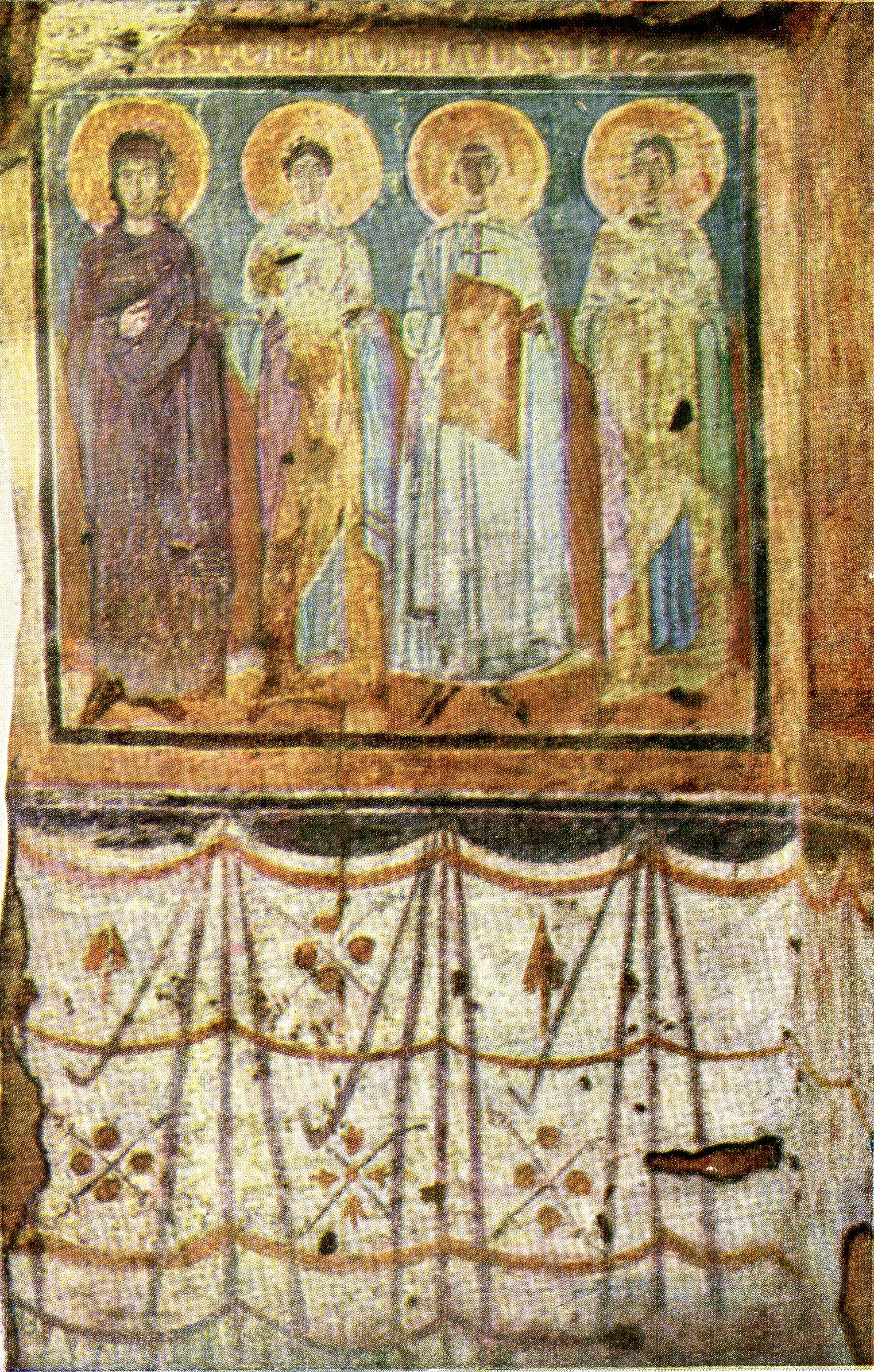
Fresk z wyobrażeniem świętych uzdrowicieli-męczenników (anargyroi)

Santa Maria Antiqua nierzadko określana jest jako muzeum malarstwa rzymskiego z VI-VIII stulecia, z wpływami bizantyjskimi sprzed okresu ikonoklazmu. Dzięki ponad tysiącletniemu odizolowaniu od zewnętrznego środowiska, w kościele stosunkowo dobrze zachował się zespół fresków zajmujących łącznie powierzchnię ok. 250 m², a powstałych w okresie od połowy VI do końca VIII stulecia. Nałożone wielowarstwowo i zróżnicowane stylistycznie malowidła z wyobrażeniem scen i postaci świętych, należą do największych i najpoważniejszych zbiorów sztuki rzymsko-bizantyjskiej sprzed okresu ikonoklazmu. Najwcześniejsze z nich pochodzi z IV/V wieku. Na tzw. Ścianie Palimpsestu wyróżniono chronologicznie 7 warstw fresków, powstających kolejno za pontyfikatu Marcina I, Jana VII, Zachariasza i Pawła I; ostatnie datowane są na pontyfikat Hadriana. Pod względem artystycznym stanowią przekonujący dowód działalności twórców z bizantyjskiego Wschodu w Rzymie, a chronologię ich dodatkowo wyznaczają ocalałe inskrypcje: greckie (z czasów papieża Marcina), grecko-łacińskie (za Jana VII) i wyłącznie łacińskie (za Pawła I). 
Do najstarszych należy przedstawienie wyposażonej w atrybuty cesarskie (diadem), tronującej Marii z Dzieciątkiem oraz dwoma towarzyszącymi aniołami, zachowane w trzeciej warstwie fresków na Ścianie Palimpsestu w prezbiterium. Jest to najwcześniejszy przykład bizantyńskiego typu ikonograficznego Maria Regina. Charakteryzujące się linearnym ujęciem i hieratyczną formą zastygłych w bezruchu postaci, malowidło to może zawierać treści polityczno-religijne, podkreślające niezależność Kościoła od świeckiej władzy cesarskiej.
Bliskie temu hieratycznemu stylowi jest wykonanie fryzu świętych skupionych wokół Chrystusa na majestacie (z nawy północnej). Kontrastują z tym freski pochodzące z drugiej ćwierci lub z połowy VII w., np. Zwiastowanie, Matka Machabeuszy, Święci Demetriusz i Barbara, utrzymane w stylu wyraźnie czerpiącym z tradycji hellenistycznej. Jego wyraziste cechy: umieszczone w otwartej przestrzeni ciała – plastycznie oddane swobodnym modelunkiem światłocieniowym i kolorystyką o znacznej skali odcieni, jak również owalne twarze o regularnych rysach, pozbawione przesadnie uduchowionego wyrazu, pozwalają je przypisywać artystom z ośrodków bliskowschodnich (Antiochia, Aleksandria). 
Kolejny zespół malowideł antykizujących pochodzi z czasów greckiego papieża Jana VII, który umieszczając swą rezydencję obok kościoła, zadbał o bogate ozdobienie go freskami. Wśród nich do najlepiej zachowanych należą Pokłon Trzech Króli, Niesienie Krzyża oraz Ukrzyżowanie w głębi północnej apsydy, z czego ostatnia scena szczególnie bliska jest ikonografii grecko-orientalnej, znanej z Syrii VI wieku. Z okresu Jana VII pochodzi w ogóle większość zachowanych malowideł w apsydzie i prezbiterium, zamalowanych jednak za czasów papieża Pawła przedstawieniem Sądu Ostatecznego.  
Następcy Jana VII również wzbogacali wystrój kościoła malowidłami o stylu stopniowo zbliżającym się do sztuki średniowiecza. Do takich późnych fresków, z czasu pontyfikatu Pawła I, należy podobizna św. Abbasyra (Abbakyrosa, uzdrowiciela z Aleksandrii), która swym graficznym i ekspresyjnym ujęciem najbardziej zbliżona jest do koptyjskich przedstawień z klasztoru w Bawit, utrzymanych w typowej stylizacji wschodniej. 
Charakterystyczne jest, że malarski wystrój świątyni pod względem ideowym reprezentuje wciąż całość chrześcijańskiego kultu, wyrażającą się w czci oddawanej ówcześnie zarówno wielkim świętym Kościoła ze wschodu, jak i z zachodu.

## Zabytki sepulkralne

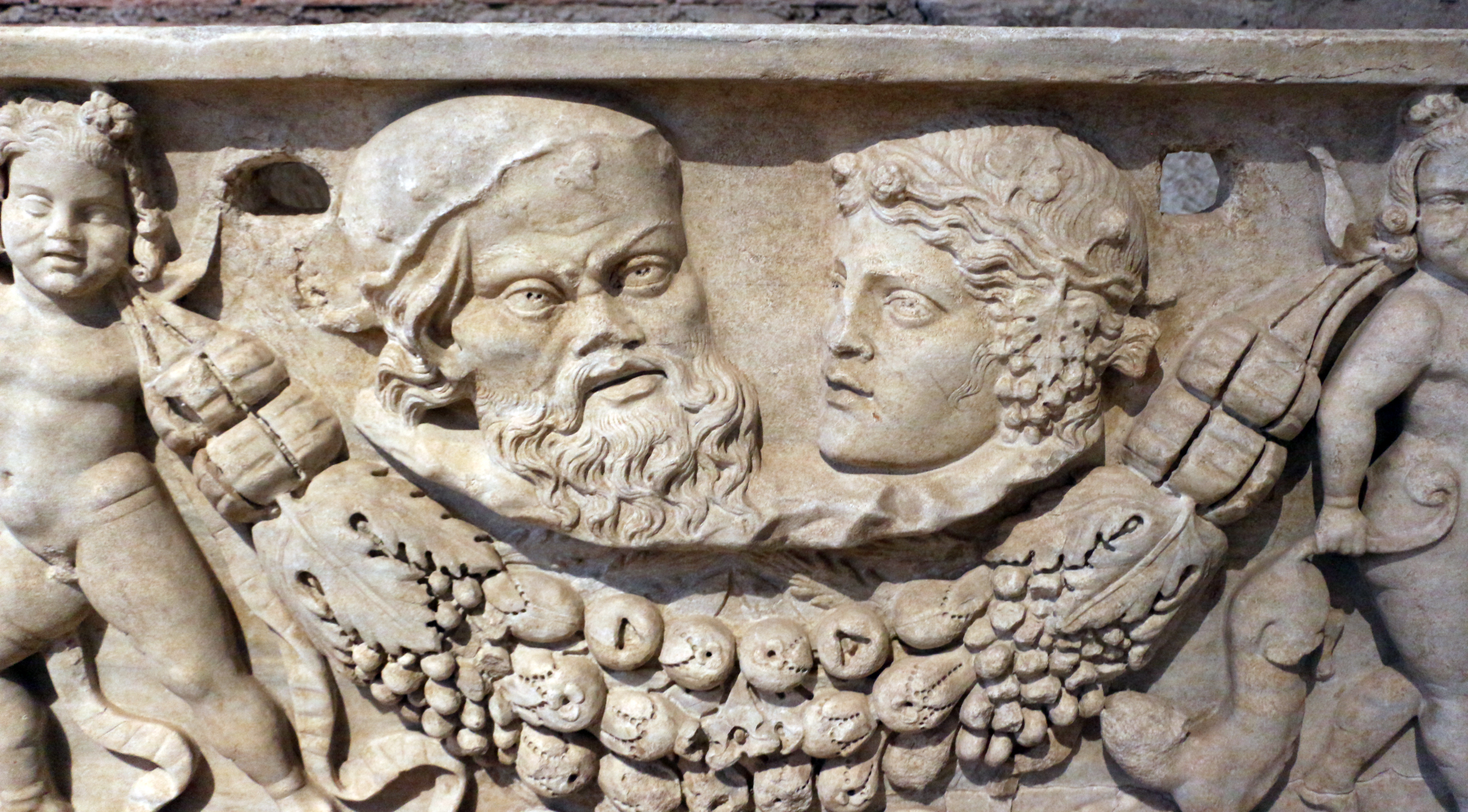
Maski dionizyjskie z sarkofagu pogańskiego

Z kościołem związane są ponadto trzy sarkofagi antyczne odnalezione na początku XX w., z których dwa mają wyraźne odniesienie do sztuki wczesnego chrześcijaństwa.
Jeden z tych zabytków, zdobiony reliefem z przedstawieniem masek tragicznych i komicznych, pochodzi niewątpliwie z jakiegoś pochówku pogańskiego, choć został odnaleziony pod posadzką kościoła.
Drugim jest także rzymski sarkofag pogański, zgodnie z inskrypcją dedykowany zmarłej 17 czerwca 207  r. Klodii Sekundzie, przez jej męża,  centuriona kohorty miejskiej  L. Celiusza Florentinusa. Pierwotnie umieszczony zapewne przy jednej z wielkich dróg publicznych (np. Via Appia), wtórnie został wykorzystany dla późniejszego chrześcijańskiego pochówku, o czym świadczy jego dekoracja. W górnej strefie po stronie prawej/prawym boku znajdują się w dwóch ciągach sceny z Nowego Testamentu, odpowiadające scenom starotestamentalnym rozmieszczonym na przeciwległej stronie. Trudne do rozpoznania wskutek złego stanu zachowania, przedstawiają one Zachariasza z Anną, narodziny Jezusa oraz pokłon Trzech Króli; w części dolnej zachowało się niewielkie wgłębienie zawierające trzy wyobrażenia z postaciami głównie kobiecymi (Maria z Dzieciątkiem, św. Anna z Marią, Elżbieta ze św. Janem).

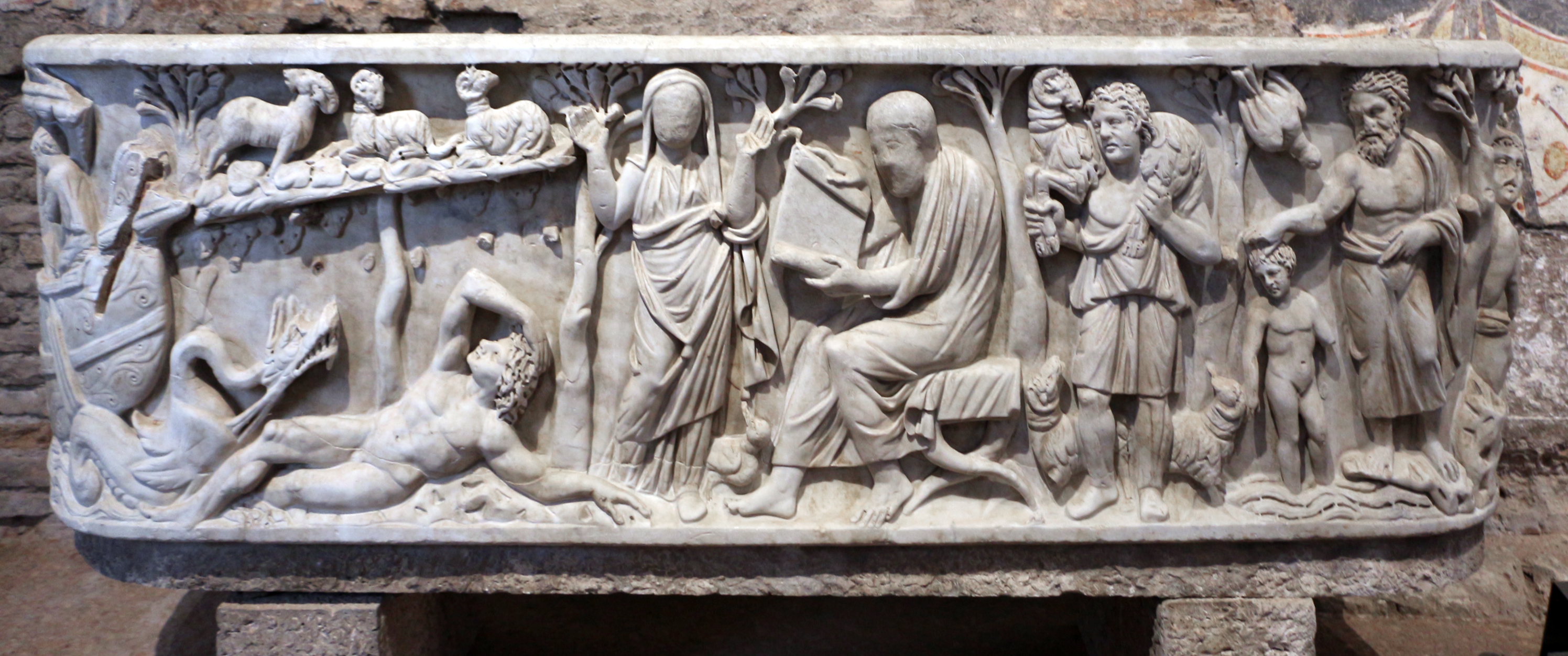
Sceny z sarkofagu wczesnochrześcijańskiego: prorok Jonasz, orantka, filozof, Dobry Pasterz

Dla rzeźby wczesnochrześcijańskiej szczególnie istotne znaczenie ma trzeci sarkofag, także odkryty pod posadzką kościoła, a powstały ok. 240 roku. Główne przedstawienie na licowej ścianie obejmuje postacie orantki i czytającego filozofa ze zwojem pism, a także Dobrego Pasterza z dwiema owcami i trzecią unoszoną na ramionach. Sceny poboczne to: (z lewej) spoczywający pod rośliną (symbolizującą dynię) prorok Jonasz z kozami, wijący się potwór morski i postać Neptuna, oraz  (z prawej) scena chrztu i dwaj rybacy z siecią. Głowy głównych postaci nie zostały wykończone i nie otrzymały rysów konkretnych osób. Obydwie postacie mają uosabiać zasadnicze ideały życia – mądrość i pobożność, co jako typ prywatnej idealizacji różni to przedstawienie od wcześniejszego, pogańskiego typu apoteozy prywatnej, gdy rysy zmarłych utrwalano w wyobrażeniach olimpijskich bogów.

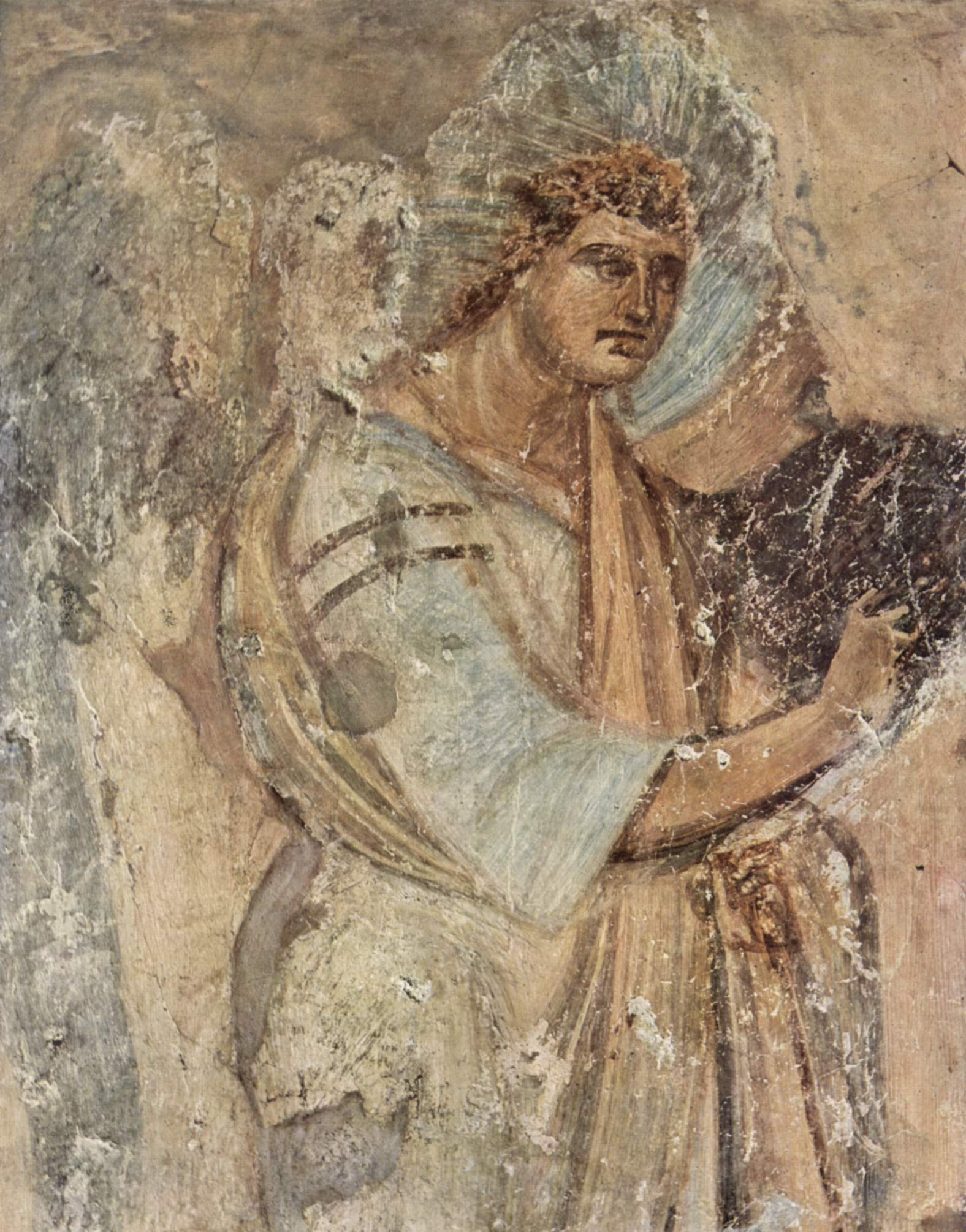
Tzw. Anioł "pompejański"
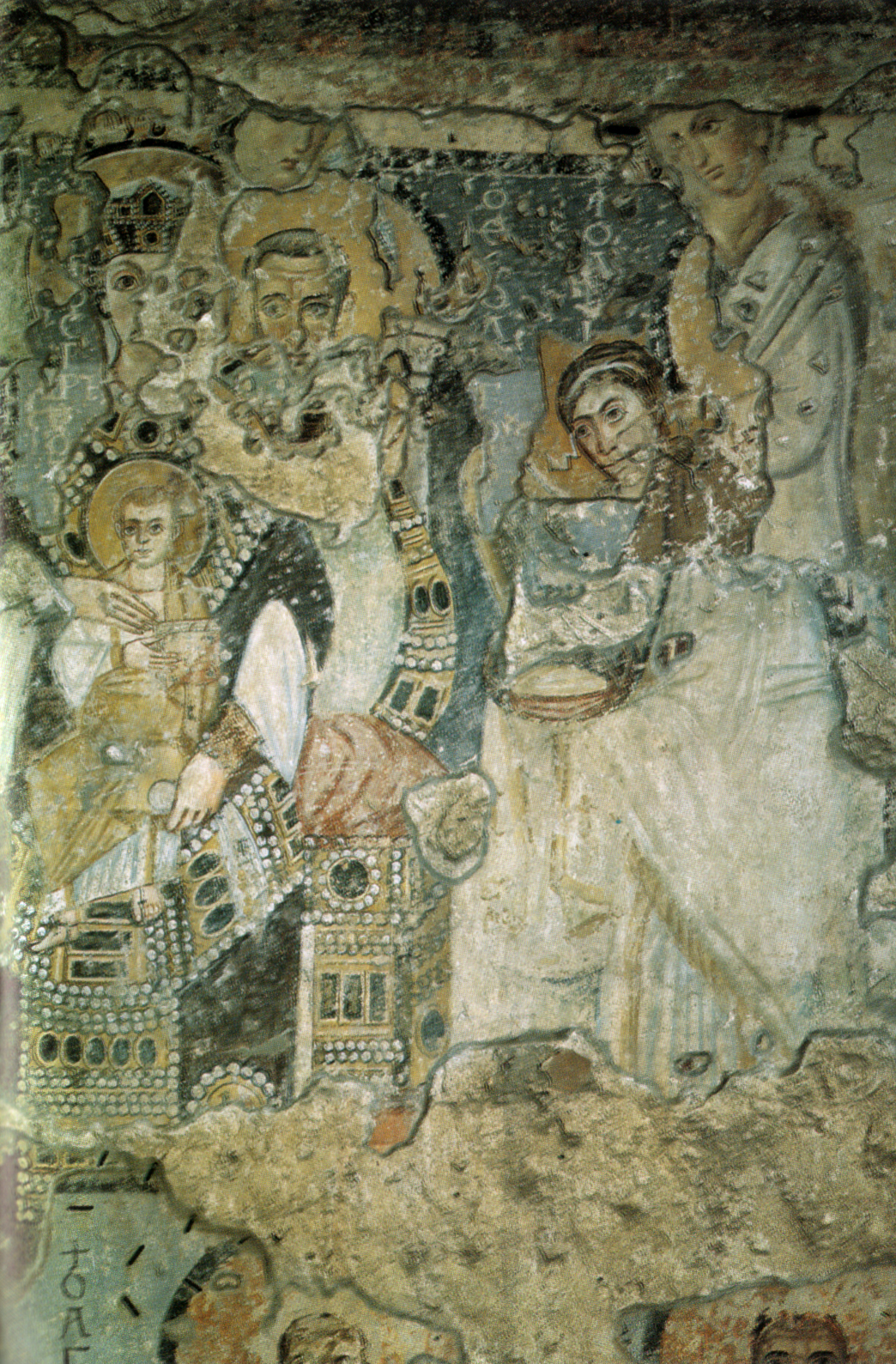
Scena Zwiastowania
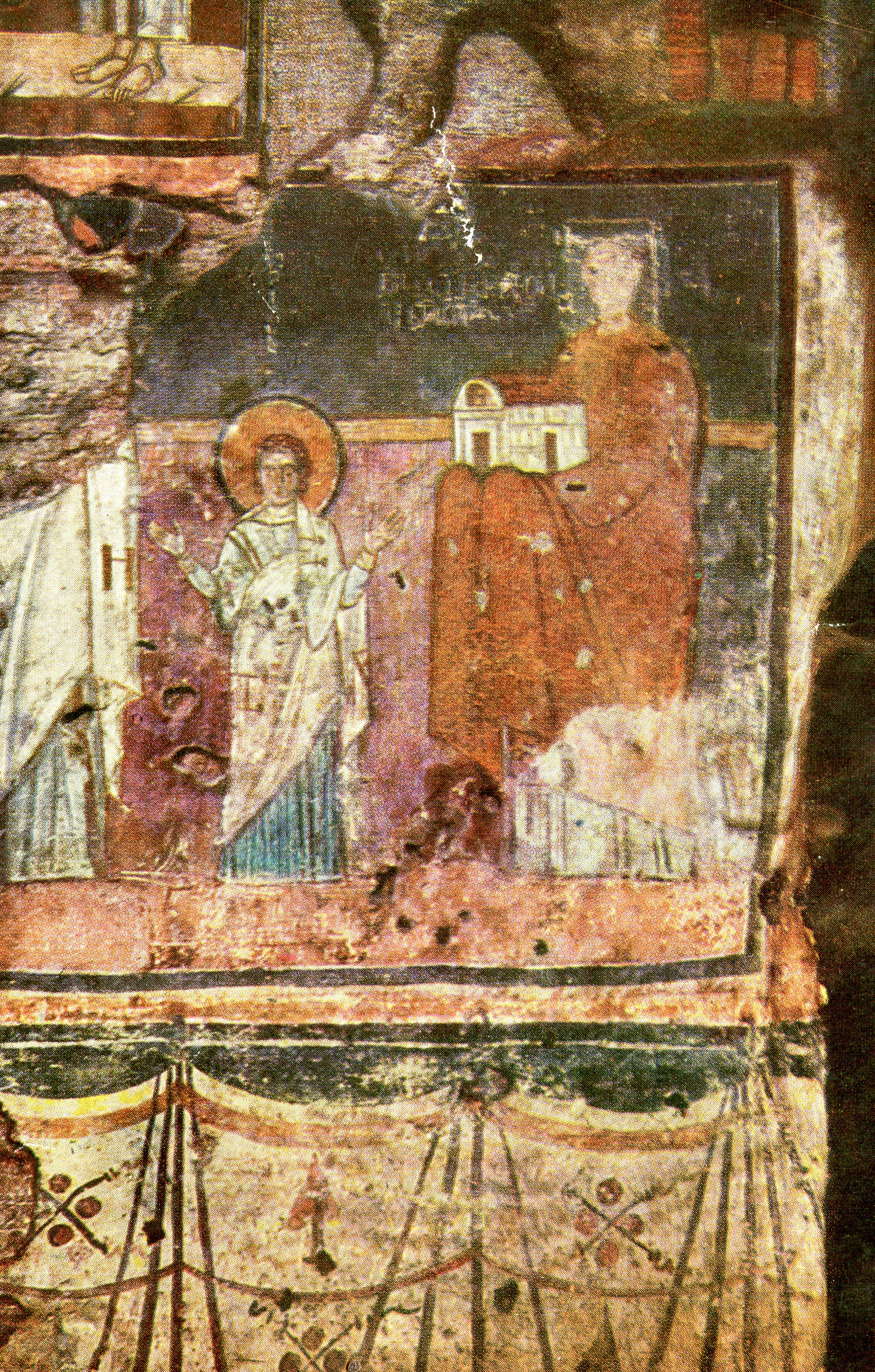
Primiceriusz Teodotus
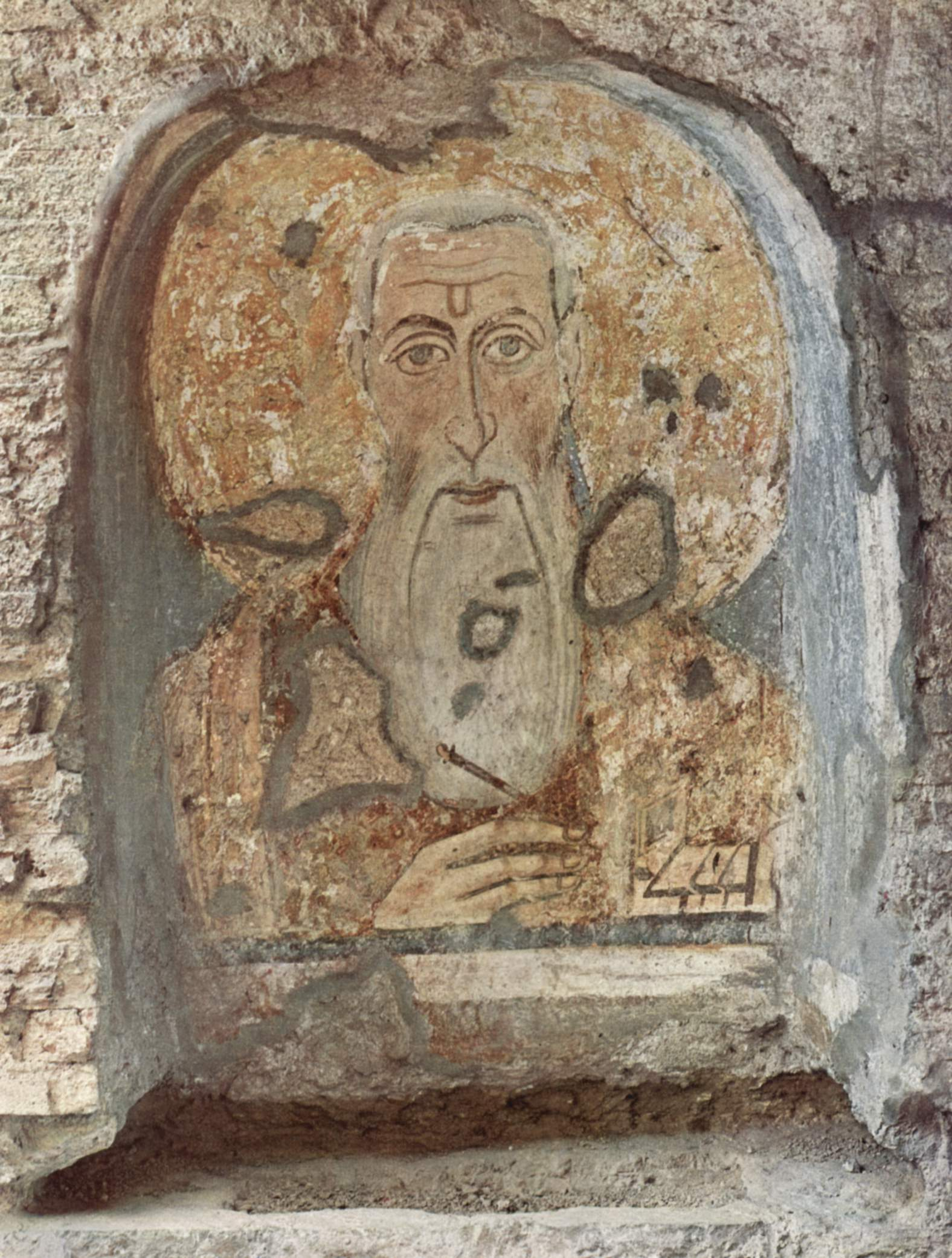
Św. Abbasyr